# Форт Вейнрайт
Форт Вейнрайт (англ. Fort Wainwright) — одна з військових баз армії США, яка розташована поблизу Фербанкса в окрузі Фербанкс-Норт-Стар у штаті Аляска.
Американська військова база Форт Вейнрайт, яка ще має назву «дім американських арктичних воїнів», дислокується на континентальній Алясці в долині річки Танана і займає більше за 1 млн акрів. Військовослужбовці проходять тренування в надзвичайно суворих кліматичних умовах при температурі від 30 °C літом до −45 °C взимку.
База отримала свою назву на честь американського генерала, кавалера Медалі Пошани Джонатана Вейнрайта, який бився проти японців на Тихому океані на островах Батаан та Коррегідор на Філіппінах під час Другої світової війни.